# 渡良瀬遊水地
- 遊水地
- 遊水池

渡良瀬遊水地（わたらせゆうすいち）は、関東地方の栃木県・群馬県・埼玉県・茨城県にまたがる、日本最大の遊水地である。
1890年（明治23年）と1896年（明治29年）に起きた渡良瀬川の洪水が発端で、洪水の影響により足尾銅山から渡良瀬川に流れ出た鉱毒による被害（足尾鉱毒事件）は顕著に現れ、鉱毒を沈殿させ無害化することも目的に、渡良瀬川下流に作られた。
本州以南最大の湿地で2012年（平成24年）7月3日、ラムサール条約の登録湿地になった。

## 概要
渡良瀬川に思川と巴波川の2つの川が合流する地点である渡良瀬川下流部一帯にはかつて、赤麻沼・石川沼・赤渋沼・前原沼、さらに板倉沼などがあった。そのような、地形的には周辺より一段と低く洪水が自然に遊水する大湿地帯が、堤防によって囲われ、遊水池となっている。足尾鉱毒事件の発生当時は、鉱毒対策が目的で設けられたのではなく、洪水防止が目的とされたが、1903年の大日本帝国政府の第二次鉱毒調査委員会が、足尾銅山の渡良瀬川下流部に遊水池を設置する案を提示したことを受けて造成されており、鉱毒対策目的であることは明白であった。
法令上は、国土交通省利根川上流河川事務所が管轄する河川の内部になっている。足尾鉱毒事件から100年以上が経ち鉱毒は減少し、主に治水と利水のための地域になっている。ただし、減少したのは上流から新たに流れてくる鉱毒の量であって、遊水地の土壌には2020年現在も銅などの重金属が多く含まれている。

## 地理
遊水地の領域は、栃木県・群馬県・埼玉県・茨城県の4県にまたがるが、大半が栃木県栃木市に属し、残りの部分が同県小山市および下都賀郡野木町、茨城県古河市、埼玉県加須市、群馬県邑楽郡板倉町に属する。
面積は約3300haで羽田空港の2倍以上の広さがある。ゴルフ場が造成されている場所があったり、ごく一部に旧建設省の許可を得て圃場が行われた場所があったりするが、建物はなく、若干の道路と橋のみがある。
内部に第1調節池、第2調節池、第3調節池がある。渡良瀬川の西側が第1調節池である。第2調節池は巴波川の東で、第3調節池は渡良瀬川と巴波川の北側である。第1調節池はかつてお化け沼と呼ばれ、釣り人に親しまれたが、その後の造成により南側の一部がコンクリート張りの谷中湖になった。谷中湖を除く第1調節池の大部分と、第2・第3調節池は、増水時のみ貯水する構造で、平時から池としての実態があるのは、谷中湖のみである。
| 2021年5月撮影の空中写真。国土地理院作成。 |  | 2021年5月撮影の空中写真。国土地理院作成。 |
| 2021年5月撮影の空中写真。国土地理院作成。 |  |                                           |

## 交通・アクセス

### 自動車
東北自動車道ICから、一般車両の主要な入口である中央エントランス・北エントランスまでの経路を示す。
- 東北自動車道館林IC
  - 国道354号を東へ（古河方面）約11km（約20分）走行し、柏戸交差点を左折。
  - 直進し、1km先の中央エントランス、あるいは更に3km先の北エントランスにて右折・入場（駐車場あり）
- 東北自動車道佐野藤岡IC
  - 国道50号を西へ約1km走行し、高萩交差点を側道から左折。そのまま県道9号を南東へ（藤岡・古河方面）走行し、国道50号から約6kmの地点にある新開橋北を右折。あるいは、さらに200m先の藤岡大橋北を右折し、バイパスになっている県道11号を走行すると、やがて両道は合流する。国道50号から約11km（約20分）の地点にある北エントランス、あるいは更に3km先の中央エントランスにて左折・入場（駐車場あり）

### 鉄道
渡良瀬遊水地内の主な目的地別に最寄駅を示す。
- 遊水地南西部：中央エントランス（谷中湖南西岸・下宮橋）
  - 東武日光線・柳生駅下車。徒歩約20分（1〜2 km）で谷中湖南西岸が見えてくる
- 遊水地西部：北エントランス（谷中湖北西岸・谷中村史跡保存ゾーン・子供広場ゾーン・親水多目的ゾーン・ウォッチングタワー・ヨシ原浄化施設等）
  - 東武日光線・板倉東洋大前駅下車。東口から北エントランスまで徒歩約20分（約1.8 km）。北エントランスから、子供広場ゾーン・谷中村史跡保存ゾーン・ウォッチングタワーまでさらに徒歩約25分（約2km）
    - レンタル自転車：板倉東洋大前駅・東口から徒歩約3分（約0.2 km）のわたらせ自然館にて利用可（大人 400〜600円）[6]
- 遊水地北西部〜北部：渡良瀬遊水地湿地資料館、渡良瀬カントリークラブ、第1調節池等
  - 東武日光線・藤岡駅下車。徒歩約20分（約1.5 km）で、渡良瀬遊水地湿地資料館へ。渡良瀬カントリークラブ、第1調節池も近い
    - レンタル自転車： 藤岡駅から徒歩約20分（約1.5 km）の渡良瀬遊水地湿地資料館にて利用可（有料）
- 遊水地南部：古河ゴルフリンクス、渡良瀬川・三国橋等
  - 東武日光線・新古河駅下車。東口より徒歩約3分（約0.2 km）で渡良瀬川および遊水地南端に接する三国橋へ
  - JR宇都宮線・古河駅下車。西口より徒歩約20分（1〜2 km）で渡良瀬川および三国橋
    - レンタル自転車：古河駅西口前「花桃館」（まちなか再生市民ひろば）にて市内観光用無料レンタル自転車「コガッツ」利用可[7]
- 遊水地東部：　桜堤、渡良瀬川・野渡橋、思川、第2調節池等
  - JR宇都宮線・野木駅 桜堤まで約4.5 km

また、ふれあいバス 藤岡線（谷中湖系統）が土曜・日曜・祝日に東武日光線の新大平下駅から谷中湖まで運行されている（東武新大平下駅 - 栃木駅南口 - JR大平下駅 - 東武新大平下駅 - 岩舟駅 - 藤岡駅前 - 谷中湖）。

## 沿革
現在の渡良瀬遊水地の中央部の原野を開墾して成立した栃木県下都賀郡谷中村は、周辺に比べて標高が低いため水害を受けやすく、村の周囲には囲堤（堤防）が築かれていて輪中地域であった。谷中村や周辺の村では、各家で洪水に備えて水塚や揚舟などがあった。村では、水田、畑作を行うほか、周りには多くの池沼や水路があり、魚捕りや湿地の植物ヨシ、スゲを使ったヨシズ、スゲ笠作り、養蚕業なども行われていた
明治20年代になると、渡良瀬川最上流部に位置する足尾銅山より流出する鉱毒の排水による被害が大きくなり、農民の鉱毒反対運動が盛り上がると、1905年、政府は谷中村全域を買収して、この地に鉱毒を沈殿する遊水池を作る計画を立てた。ただし、これは、鉱毒反対運動の中心地だった谷中村を廃村にすることにより、運動の弱体化を狙ったものであるという指摘が、谷中村に住んでいた田中正造によって既になされている。
谷中村は全域が強制買収され、1906年、強制廃村となった。1907年までに立ち退かなかった村民宅は強制破壊された。ただし、一部の村民はその後も遊水池内に住み続けた。最後の村民は1917年2月25日ごろこの地を離れた。
政府は、1912年から1918年にかけての工事で、この地を堤防で囲い、遊水池とした。ただし、赤麻沼・石川沼・赤渋沼・前原沼以外の中央部の谷中村の部分には囲堤があって通常は水はなく、洪水時に水が貯められる仕組みであった。同時期に川の付け替え工事も行われ、栃木・群馬県境をうねるように流れていた渡良瀬川は、藤岡町（現栃木市）東側を流れるように変更された。しかし県境の変更を行わなかったため、かつての流路の痕跡が陸上などに県境として残され、その中には栃木・群馬・埼玉の三県境も含まれている。
この時代、遊水池の拡張も行われ、旧谷中村以外の下都賀郡部屋村（現栃木市）、同野木村（現野木町）群馬県邑楽郡海老瀬村（現板倉町）、茨城県猿島郡古河町（現古河市）の一部も遊水池の内部となった。
この後、調整池を作る計画があったが、第二次世界大戦により中断。1963年（昭和38年）から1998年（平成10年）にかけて、全域を堤防で囲う工事が行われ、第1・第2・第3調節池の3地域に分けるほぼ現在の形となった。第1調整池は1970年（昭和45年）、第2調整池は1972年（昭和47年）、第3調整池は1997年（平成9年）完成。第1調整池内に1989年（平成元年）、第1貯水池である渡良瀬貯水池（谷中湖）が造成された。
1972年の谷中湖（貯水池）造成時には、旧谷中村の中心地（墓地、寺社、役場などの跡がある）を守る激しい反対運動が起きた。村民の子孫たちは、共同墓地の墓石を運び出そうとするブルドーザーの前に座り込み、工事を中断させた。結果として楕円形になる予定であった湖は、署名活動と交渉の末、旧谷中村の中心地を避けるようなハート型に設計変更された。
1970年代までは銃猟が規制されておらず、シーズンにはハンターが猟を行っていた。1990年（平成2年）に栃木県側が銃猟禁止区域に設定され、その後、この地での猟銃による銃猟は行われなくなった。遊水池内には、東武鉄道が設置した有料猟場が存在した。この猟場は、栃木県内で最後の有料猟場であった。2012年（平成26年）にラムサール条約に登録されたことに伴い、国指定の鳥獣保護区となり、猟は不可能となっている。
バブル景気さなかの1988年（昭和63年）、渡良瀬遊水地アクリメーションランド構想が発表され、ゴルフ場、オートキャンプ場などを設置した大型公園にする構想があった。しかし、反対運動やバブル景気の終了により、複数のゴルフ場と野球場・テニスコートなどの運動場が整備されたのみで、オートキャンプ場などは着工されなかった。渡良瀬遊水地アクリメーション振興財団は、アクリメーションランド構想に基づく施設を管理運営するために設置された第三セクターである。2017年（平成29年）には渡良瀬遊水地のロゴマークが作成された。
埼玉県加須市、群馬県板倉町の「渡良瀬遊水地の未来に向けて」で、平成29年度手づくり郷土賞を受賞している。2022年9月に土木学会選奨土木遺産に認定された。
第2調節池内に第2貯水池を造る計画があったが、特に野鳥観察家などからの反対が多く、着工されなかった。このため、当初「第1貯水池」と呼ばれるはずであった谷中湖は、「第1」が外れ、単に「渡良瀬貯水池」と呼ばれている。
しかし、2005年9月、国土交通省は第2貯水池着工の方針があることを表明。これに対し、周辺の自然保護団体などから反発する意見が出ていた。その後、2010年の渡良瀬遊水地湿地保全・再生基本計画により、事実上なくなった。

## 現在の遊水地

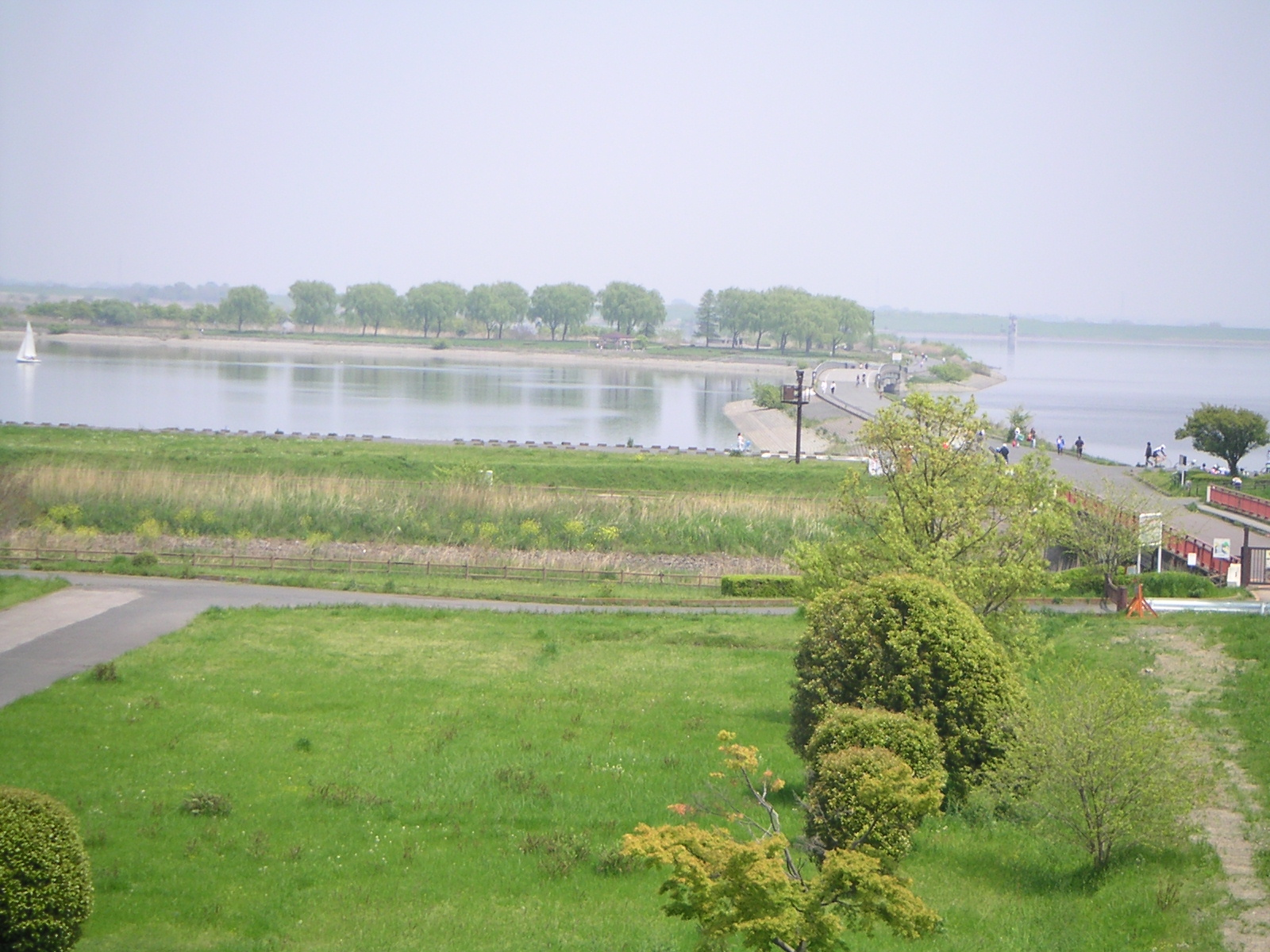
中央エントランスから中の島方面を望む

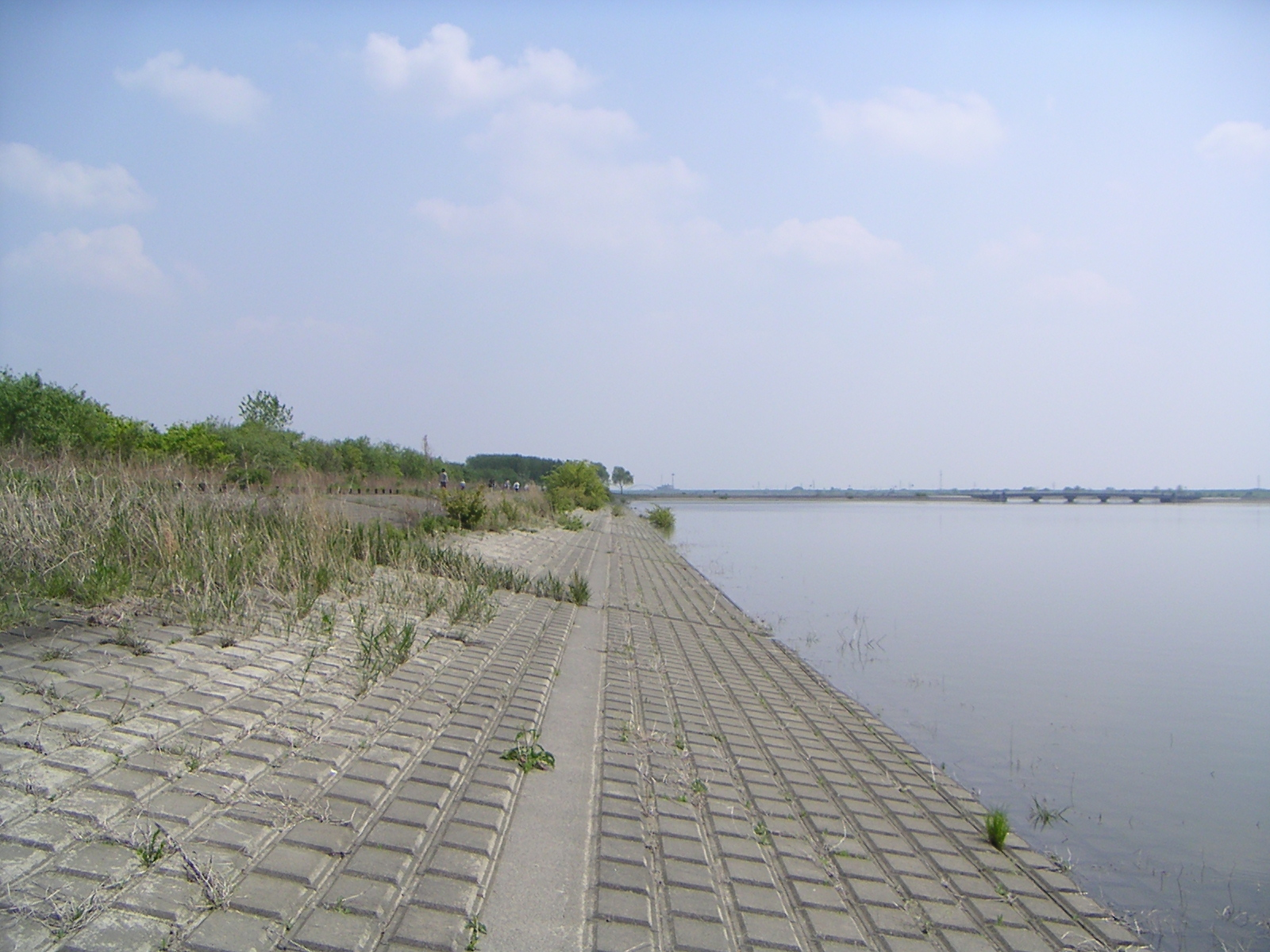
渡良瀬遊水地内道路からの眺め

遊水地内には道路があるため、水が貯まっている場所以外は内部に行くことは可能である。

### 治水
元々は洪水対策目的の施設であり、降雨直後などは全体が水びたしになる。利根川に流しきれない渡良瀬川の水をいったんこの地に貯め、利根川の水位が下がってから徐々に遊水地内に貯めた水を放水する仕組みになっている。したがって、降雨時・降雨後に遊水地内に立ち入るのは、危険が伴う。

### その他
谷中湖の北には藤岡町商工会、農業協同組合が出店しており、バーベキューが行える場所もある（平日や冬季を除く）。ゴルフ場も複数存在する。
レンタサイクルは、道の駅かぞわたらせ・わたらせ自然館（板倉東洋大前駅東）・渡良瀬遊水地湿地資料館（藤岡駅東）・谷中湖北の子供広場レンタサイクルセンターの4か所にある（定休日あり。冬季、平日は営業していない場所もあり）。
これらの利用されている地域は渡良瀬遊水地のほんの一部であり、残りのほぼ全域は未だ自然の豊かな葦原となっている。花火大会などの会場になっているほか、隅を高圧線がかすめる以外は電線もないため、スカイフィールドわたらせ(藤岡場外離着陸場)が常設されており、熱気球・スカイダイビング・超軽量動力機などのスカイスポーツも行われ、トライアスロン大会も多数開催されている。

### 年中行事
※例年行われている行事。

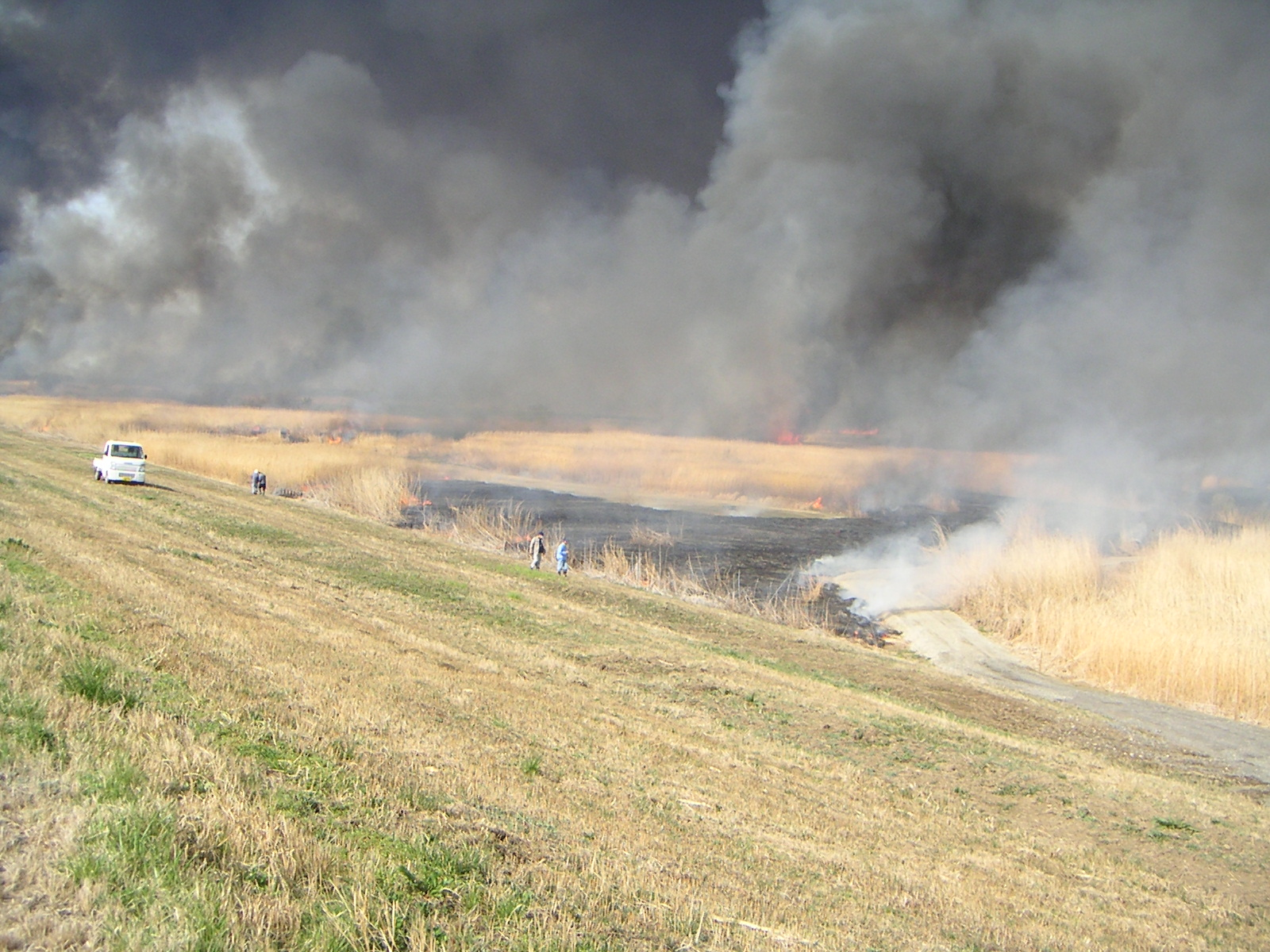
ヨシ焼き

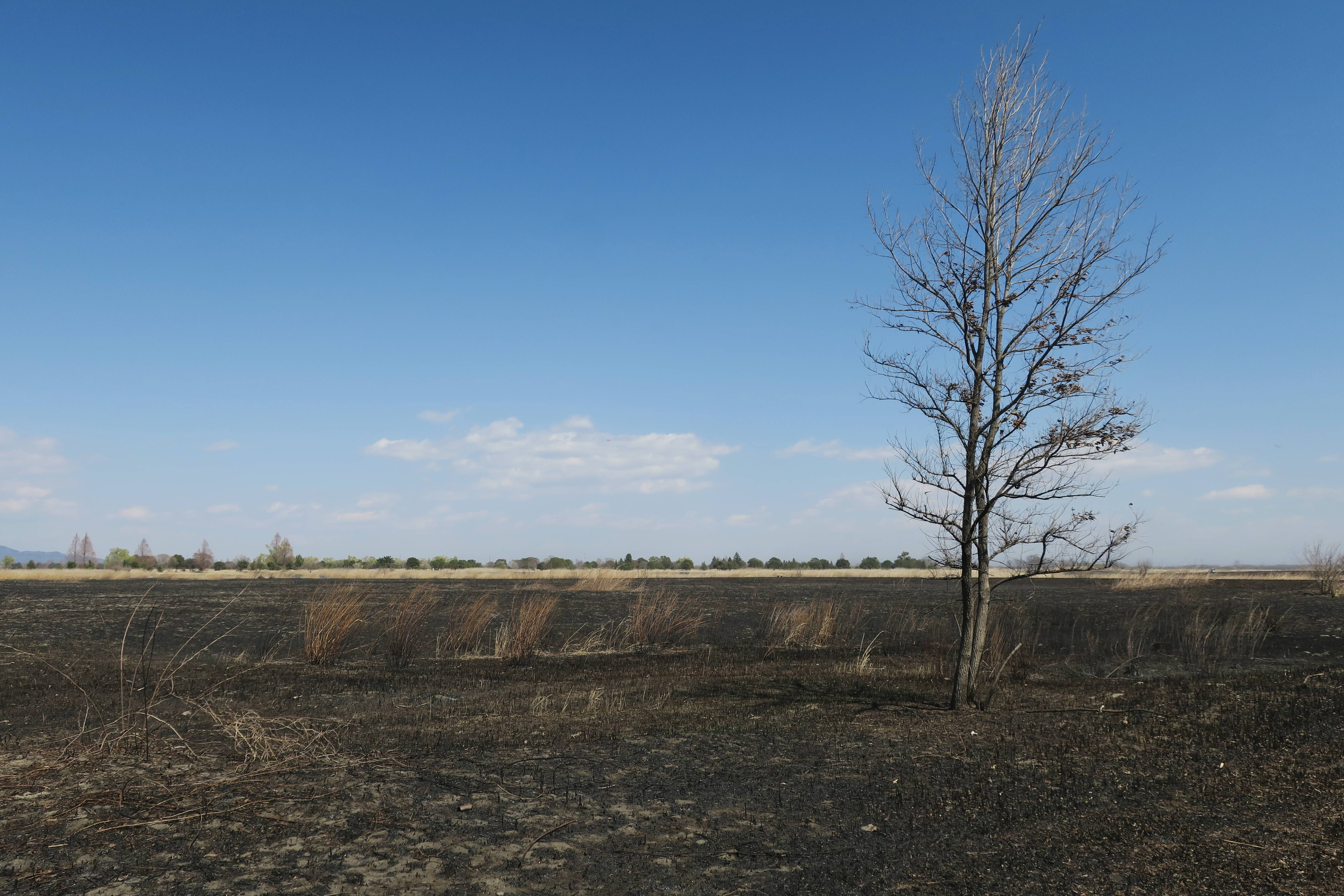
ヨシ焼き後

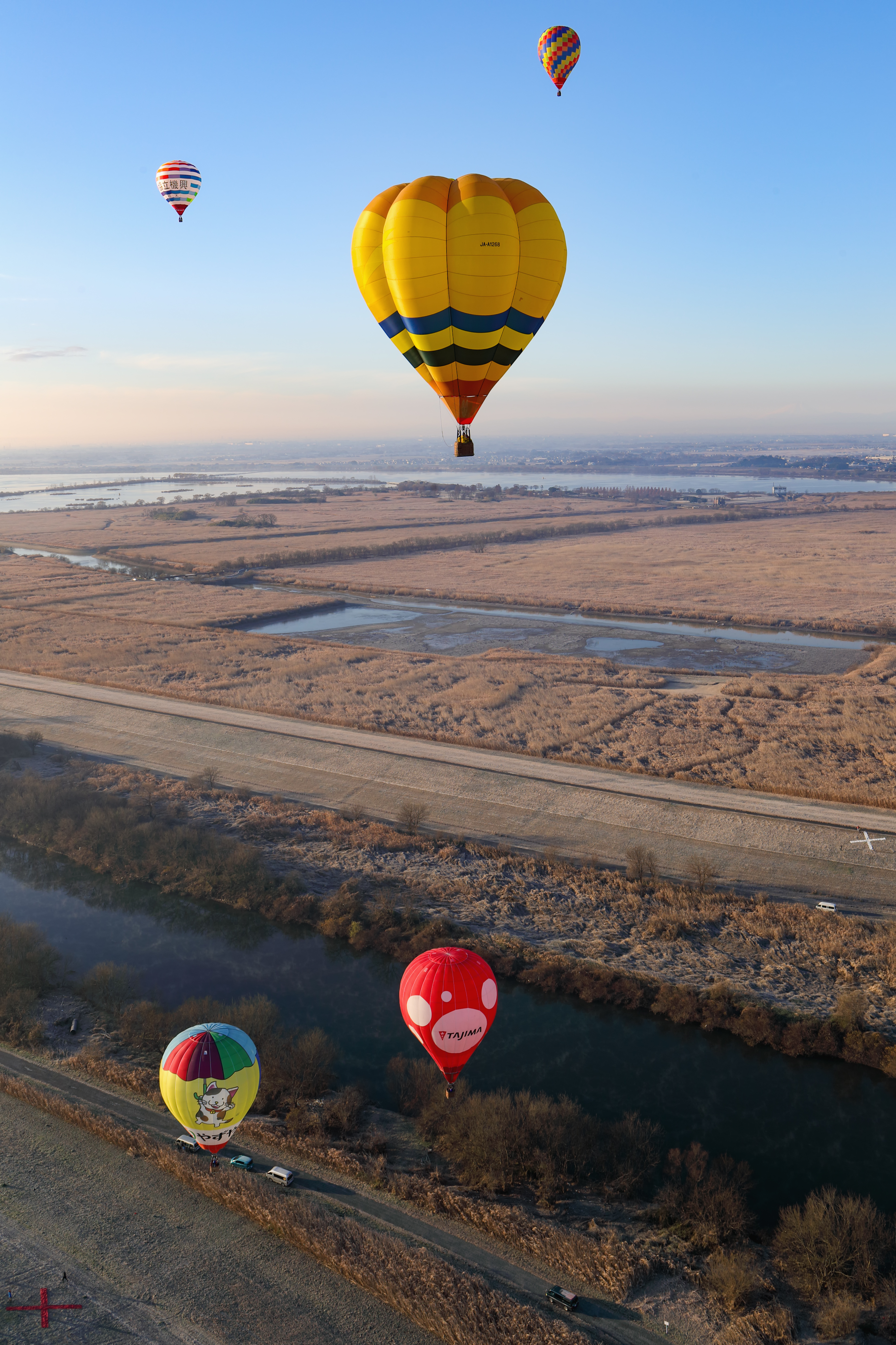
渡良瀬カップ「12月の風」

- 1月から4月 - 谷中湖干し上げ（下記のとおり、上水道の異臭の原因になるプランクトンを死滅させるため、谷中湖の水をいったん空にする作業。この時期はウォータースポーツが行えない）
- 3月上旬 - 谷中湖 魚とのふれあい体験（ふれあい移動水族館など／栃木市藤岡遊水池会館前広場）
- 3月下旬 - ヨシ焼き
- 4月上旬 - 藤岡町桜まつり
- 4月上旬 - 渡良瀬バルーンレース（熱気球ホンダグランプリ第1戦）
- 8月第1土曜日 - 古河花火大会（茨城県古河市の渡良瀬川の河川敷にある『古河ゴルフリンクス』で開催される。打ち上げ数は約25,000発（三尺玉3発含む）で約35万人の人出がある）
- 11月 - 遊水地マラソン（1986年-2004年。2005年以降廃止）
- 12月 - 渡良瀬カップ「12月の風」（熱気球競技）

このほか、自然保護団体などが独自にこの地でイベントを行っている。ヨットレース、トライアスロン大会も開催されることがあるが、毎年開催されるとは限らない。

### 谷中湖
谷中湖（やなかこ）は湖底がコンクリート張りの人造湖であり、首都圏の水がめである利根川上流ダム群の1つに数えられ、渇水時に東京地方に水を供給するための貯水池という位置付けがなされている。高い堤体は無く、国土交通省の説明では「平地ダム」となっている。1976年（昭和51年）着工、1989年（平成元年）竣工した。
落成直後の1990年（平成2年）夏に、谷中湖から放水した時期に下流の水道水が臭くなったという苦情が殺到した。異臭の原因になるプランクトンを死滅させるために、2004年から毎年一度は谷中湖を空にして干し上げを行なっていることや、高度浄水処理の導入もあって、その後、同様の騒ぎはない。なお、この時期はウォータースポーツが行えない。
遊漁料が必要ながら釣りができ、非動力船も利用できる。このためこの種のウォータースポーツが盛んであり、第59回国民体育大会（彩の国まごころ国体）でセーリング競技も開催された。
湖は谷中・北・南の3ブロックに分かれており、境目は築堤もしくは橋になっていて徒歩や自転車であれば通行可能である。3ブロックの交わる点には中の島という人工島もある。
よく、渡良瀬遊水地とは谷中湖のことであると誤認されるが、谷中湖は渡良瀬遊水地内にある第1調節池の中にある貯水池である。また全体の名前が渡良瀬遊水地で、谷中湖の名前が渡良瀬遊水池であると誤認されることもある。しかし後述するとおり、渡良瀬遊水地と渡良瀬遊水池は同義である。なお、谷中湖には渡良瀬貯水池という別称もある。
谷中湖のその形状から、近隣にある旧下野煉化製造会社煉瓦窯とともに「野木町煉瓦窯&ハート池」の名称で恋人の聖地に認定され、2017年5月31日に、青山セントグレース大聖堂にて銘板の授与式が行われた。

### 遺跡

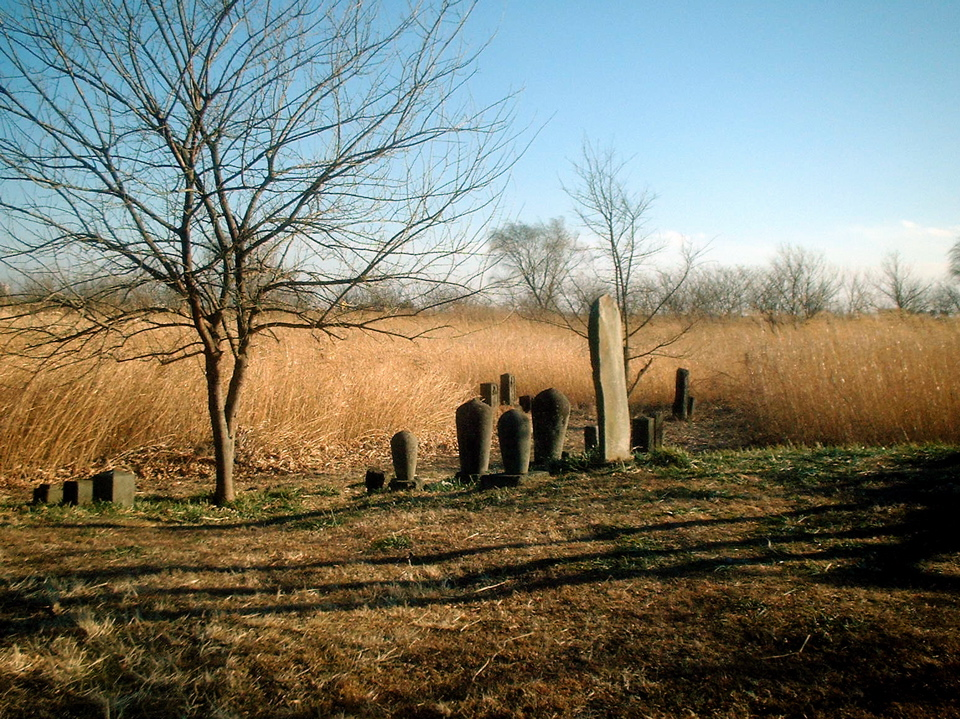
谷中村跡

谷中村役場跡地、雷電神社跡地などの遺跡が谷中湖北にある。堤防の外側に谷中村合同慰霊碑がある。

### 県境確定作業
2016年1月、これまでの渡良瀬遊水地の整備に伴う土地区画整理の結果不明瞭なままになっている栃木県（栃木市）、群馬県（邑楽郡板倉町）、埼玉県（加須市）3県の境界点を確定するための測量調査が栃木市・板倉町・加須市合同で行われた。3県の県境は元々渡良瀬川の中にあったが、長年の区画整理事業により本来の境界が不明となり、境界未定地域となっていた。平地に3県の境界点がある例は全国でも珍しく、周辺の自治体では正確な境界点を確定し、歴史的遺産や自然環境なども生かした、新たな観光スポットにする。同年3月までに県境確定作業を終了し、3月31日に加須市役所において栃木市・板倉町・加須市の3首長が境界を定めた文書への調印式を行った。

## 自然
人間の活動とは隔離されているため、野鳥が多く、昆虫・魚類なども採取される。希少な植物も多い。環境省のレッド・データブックに掲載された絶滅危惧種も多く発見されている。このため2012年5月、環境省はラムサール条約湿地の新規登録候補地の1つとして渡良瀬遊水地を指定し、同年7月にルーマニアで開かれた第11回ラムサール条約締約国会議で正式に登録された。
渡良瀬遊水地アクリメーション振興財団によれば、レッド・データブック掲載植物は67種となっていた。
貯水池以外のほぼ全域がヨシ原になっている。毎年3月にヨシズ生産農家らで組織される渡良瀬遊水地利用組合連合会がヨシ焼き（野焼き）を行っている。人為的な野焼きで植生遷移が抑制されていることが、結果的に多くの絶滅危惧種が残る理由の1つとなっている。ヨシ焼きと春一番の強風が重なると、宇都宮市や鹿沼市など栃木県の県央地域まで空が暗くなったり、降灰が見られたりすることがある。また、ヨシ焼きであぶり出されたイノシシが近隣の住宅街に出没することもある。
谷中村村民を移転させる際、栃木県は旧村民に対し、ここでヨシやカヤなどを独占的に刈る権利を認めた。ただし、文書による確認はされなかった。その後、旧村民以外の藤岡町民らが、ここでヨシやカヤを刈る権利を設定。大正時代の1920年から1921年にかけて、両者が遊水地で睨み合うという騒ぎに発展した（カヤ刈り事件、またはヨシ刈り事件と呼ばれる）。旧村民が弁護士に確認したところ、文書による証拠がなくても、当時の法令では元々旧村民に独占的な権利があることが判明。裁判でもこれが認められた。このため、現在でも近隣農家がこの地に育つヨシを刈り、ヨシズ作りが行われている。ただし、最近は安い中国産のヨシズに押され、生産は減少している。
民間や建設省（当時）の調べによると、土壌中の銅の濃度が作物の生育に障害が発生するといわれる125ppmを超えている地点がある。ただし、特定の地点で目立った植物の生育不良などは報告されていない。
生息魚種は33種生息する。しかし、在来種は20種程度と少なく大半はコイ科である。ブラックバスも昭和40年代後半から移植されているが、ボラやスズキが海から遡上したまま定着している。

## 開発
この遊水地内は広大なため、他用途への転用を主張する意見が何度かあがった。戦後には1952年には保安隊（陸上自衛隊の前身）の演習地に、1962年にはアメリカ軍の演習場にする計画があったが、いずれも反対運動により実現しなかった。1990年には埼玉県知事畑和が、この土地に人工地盤を敷き、首都圏第3の国際空港「渡良瀬空港」を建設するという構想を提起したことがある。しかし、周辺には旧地権者とその遺族が多く住むため、事実上、利用は不可能になっている。

## 名称
この地域の名称には「遊水池」もしくは「遊水地」との表記ゆれがある。20世紀初期の地図には何も記されないことが多く、最初に公的な地図上で現れた表記は単に「遊水池」であったとされる（昭和4年修正測図「古河」）。その後、アクリメーション構想が具体化した1987年頃に、「遊水地」表記に統一されたものとされる。
なお、昭和4年修正測図「古河」より前の1925年、内務省の公文書『渡良瀬川改修工事概要』では「遊水地」と表記されている。
表記が統一される前につけられた固有名詞に関しては、現在でも表記が混乱している。たとえば、渡良瀬遊水地を管轄する日本国政府の機関は「国土交通省利根川上流河川事務所渡良瀬遊水池出張所」だが、国土交通省がこの地域を示すときは「遊水地」が用いられる。
また、渡良瀬遊水地は「渡良瀬遊水地アクリメーション振興財団」によって管理・運営がなされているが、同財団がある建造物の名称は「遊水池会館」である。

## 調節池機能

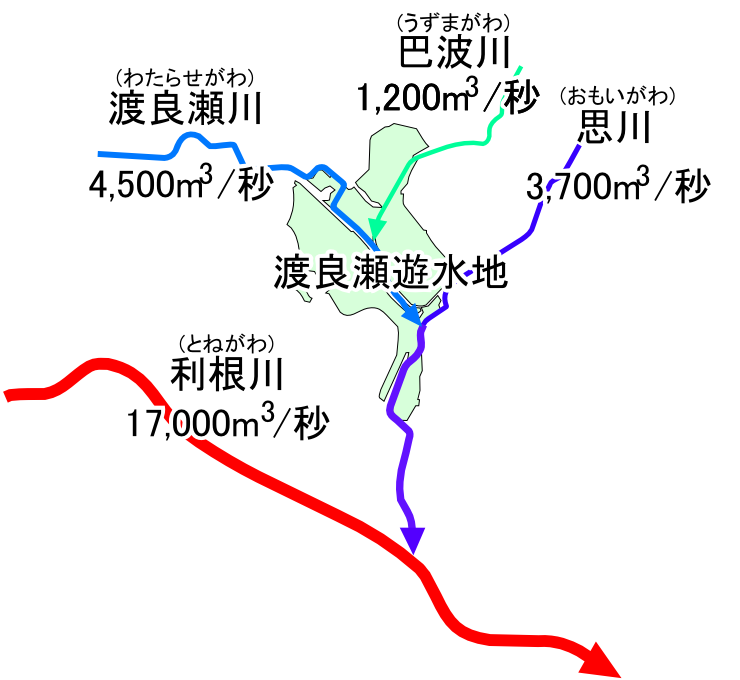
洪水時の3つの川の流入量

遊水地内の堤の一部にはあえて低く作られた越流堤があり、増水時には調節池に向けて意図的に水を導き、渡良瀬川の下流で合流する利根川への流入水量を抑えることで、これら下流域での洪水を防ぐ仕組みになっている。

### 治水効果
渡良瀬調整池の機能並びにこれによる治水上の効果について、2019年10月12日から13日にかけて日本に影響を及ぼした令和元年東日本台風（2019年の台風19号）を例に見てみる。
国土交通省関東地方整備局の発表（速報値）によると、渡良瀬遊水地は、東日本台風に伴う雨で、約1.6億立方メートルの洪水を貯めた。これは同遊水地総貯留量約1.7億トン の約95 %にあたる。また、朝日新聞の報道（10月14日）によると、識者が上空から河川の氾濫状況を分析。渡良瀬遊水地に大量の水が流れ込んだ。しかし、渡良瀬川が利根川に合流する埼玉県久喜市の栗橋観測所では、13日午前1時から10時にかけて、水位が氾濫危険水位である8.9 mを超えていたものの、利根川から分かれて東京湾に注ぐ江戸川は、氾濫危険水位には達しなかった。
渡良瀬遊水地より下流は、利根川との合流後、江戸川が分かれて東京湾にそそぐ。渡良瀬川上流からの水の流入量が多く渡良瀬遊水地が一杯になったときは、江戸川も増水することになるが、利根川支流の吾妻川に八ッ場ダム（貯水容量は約7,500万立方メートル。台風当時は試験湛水中）が出来たことにより、吾妻川上流域で降った雨を、一時的に大量にせき止めることが可能となった。これにより、渡良瀬遊水地の治水上の負荷を減すことができ、その分調整池での水流の量的コントロールをしやすくなった。